# Église Saint-Martin de Cernay-lès-Reims
L'église de Cernay-lès-Reims  est une église gothique construite au XIIe siècle, dédiée à Notre-Dame et située dans la Marne .

## Historique
L'église Saint-Martin date des XIIe et XIIIe siècles. Elle est détruite en grande partie en 1914-1915 ; sa reconstruction est achevée en 1957. Une Vierge à l'Enfant (sculpture en marbre d'époque gothique) originaire de cette église se trouve aujourd'hui au musée des Cloîtres à New York. L'église est classée monument historique le 25 octobre 1911.

## Architecture
Elle est de transition roman/gothique. Des remaniements postérieurs ont eu lieu au XIVe et XVe siècles pour agrandir l'église. Les fonts baptismaux reprennent ceux de la région en pierre bleue avec des visages en angles, ils ont des scènes entre eux. On trouve des escargots, symboles d'éternité, des têtes humaines, des palmettes en chapiteaux de certaines colonnes.

## Galerie de photographies

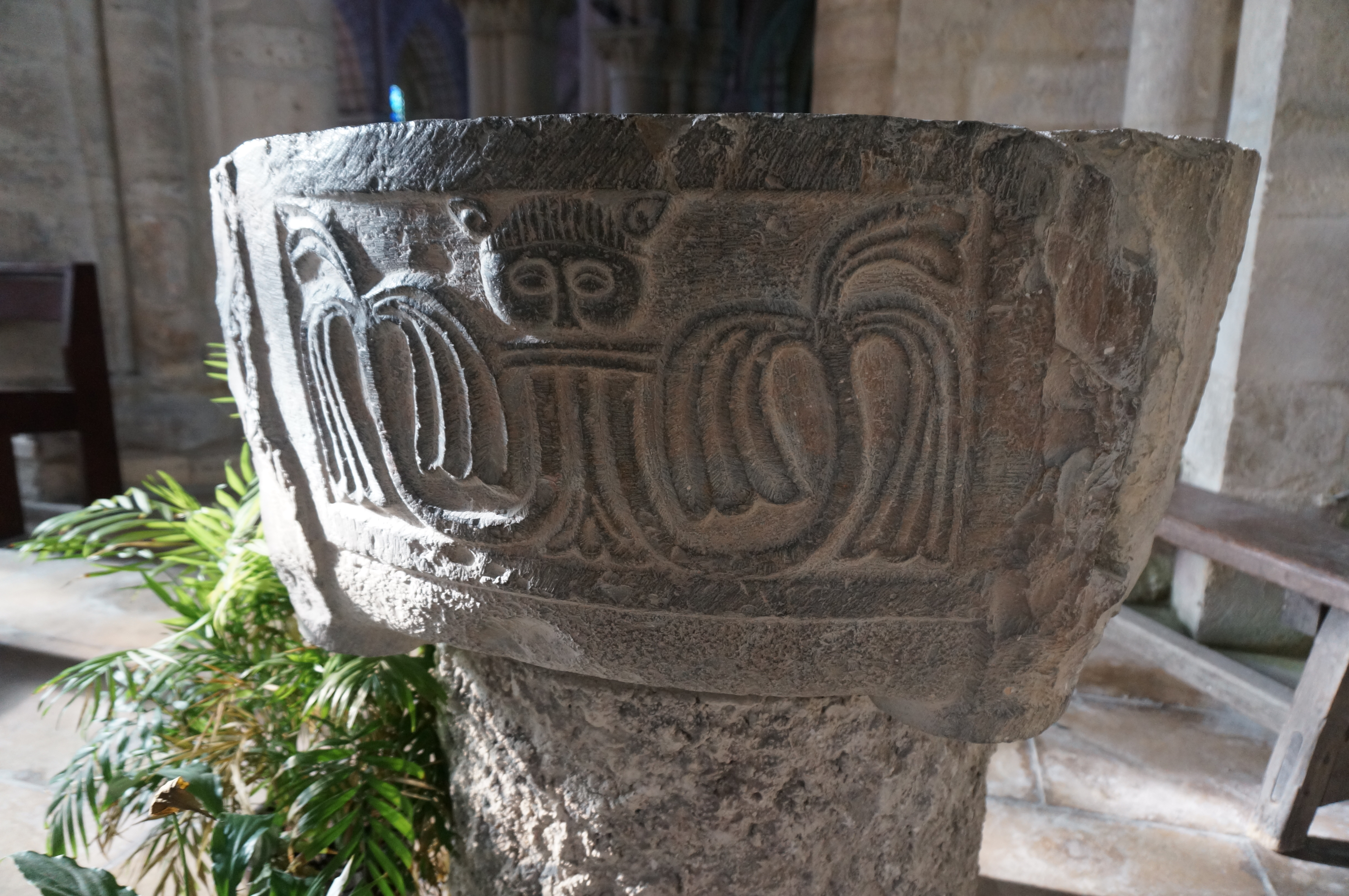
Fonts baptismaux.
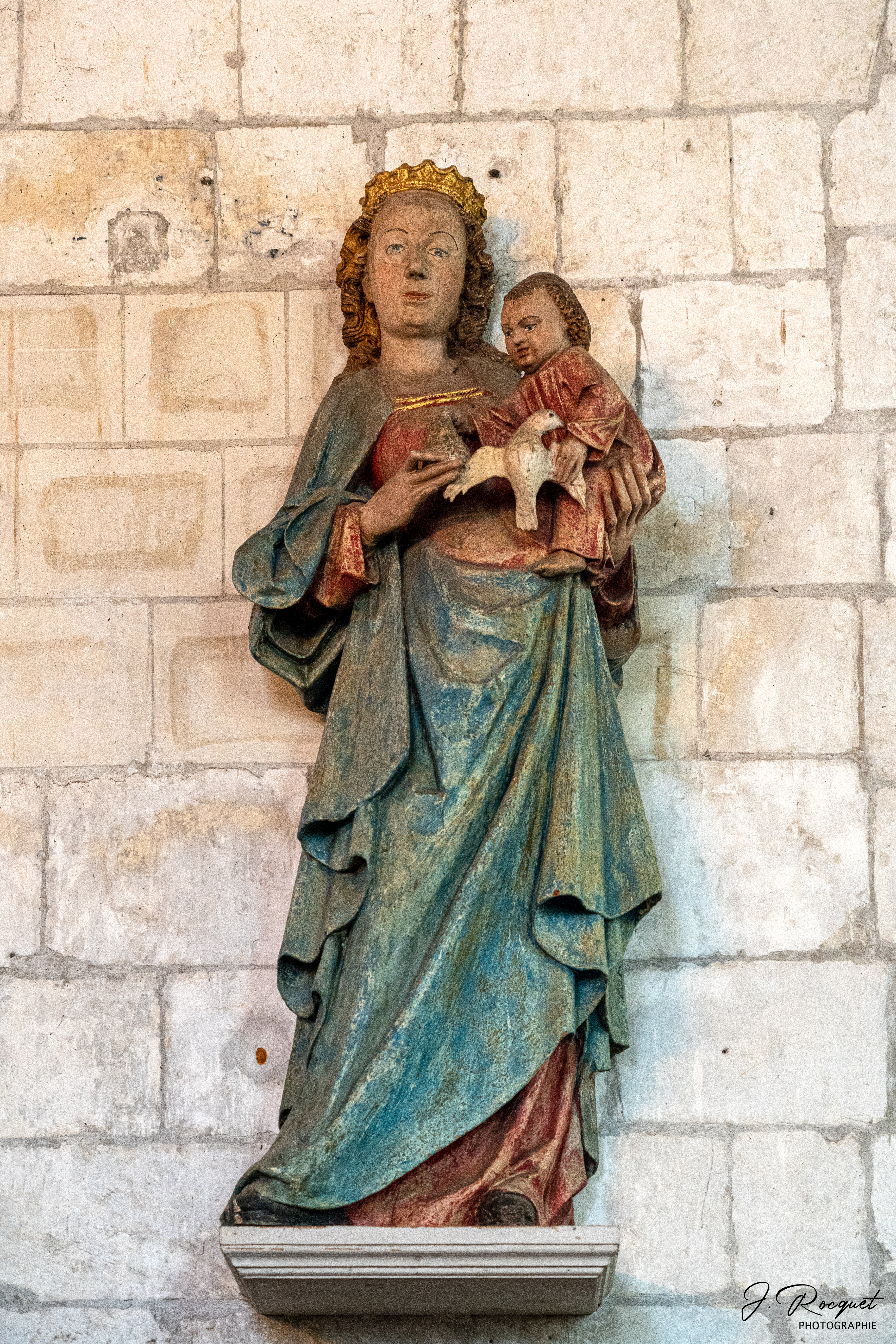
La statue de la Vierge actuellement à New-York.
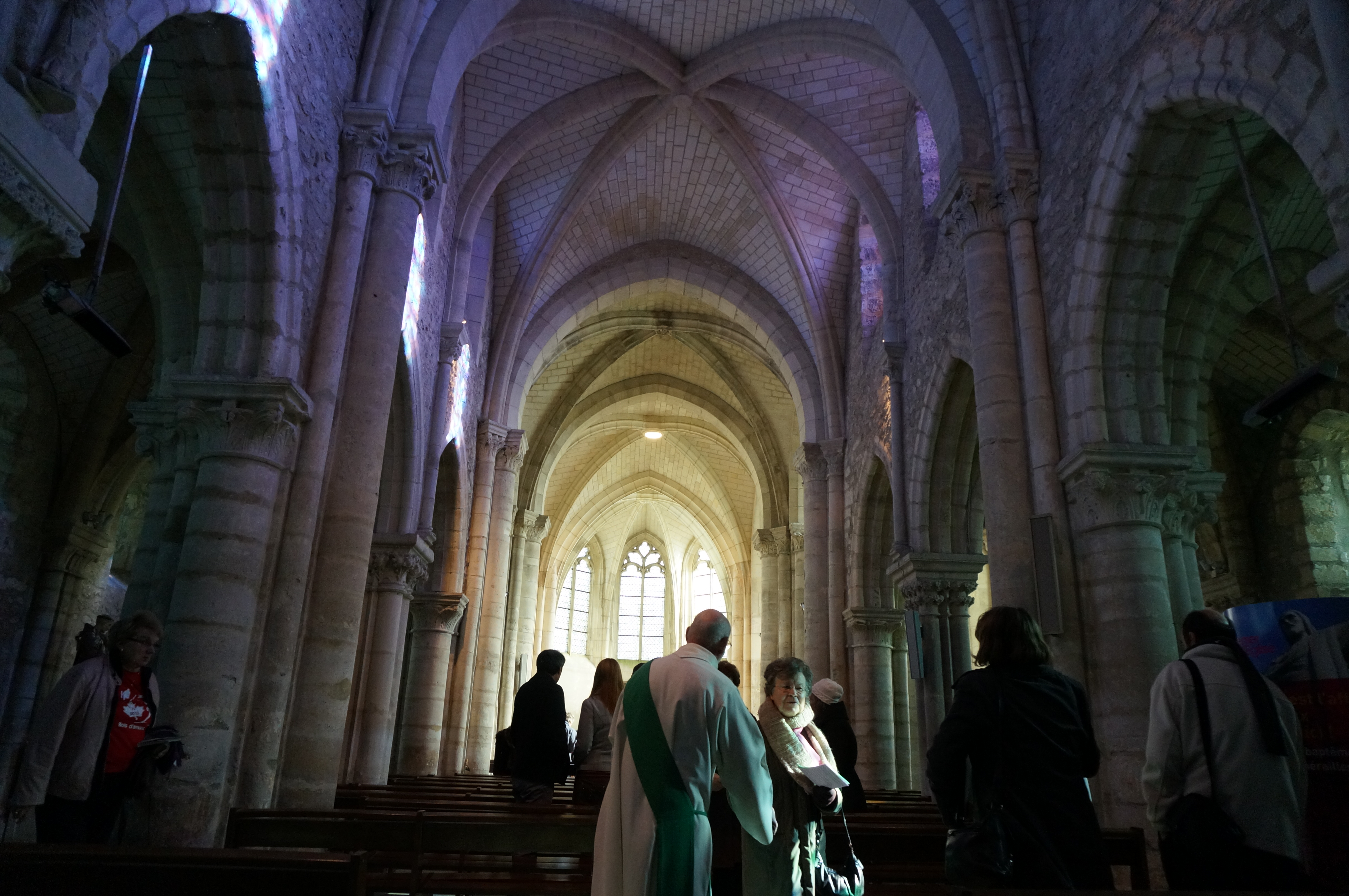
La nef.